# Lovebug
"Lovebug" (em inglês:  Vírus do Amor) é uma música cantada pelos Jonas Brothers, que está no álbum A Little Bit Longer, lançado em 2008.

## Sobre a música
| “ | Nós a escrevemos no intervalo de Natal da turnê da ‘Hannah Montana’. Então nós estávamos na sala do hotel e sentamos naquela noite e escrevemos ela em 15 ou 20 minutos.Ela realmente é uma música pessoal | ” |

Nick confirmou que a musica "Lovebug" foi escrita com a ajuda da Miley,e ela foi a primeira pessoa a ouvi-la depois de pronta, duas semanas depois que eles terminaram o relacionamento.

## Videoclipe
O videoclipe foi dirigido por Philip Andelman, que já havia dirigido videoclipes de John Mayer e Demi Lovato, e conta a história de amor entre uma jovem (Camilla Belle) e um soldado (Josh Boswell) que está se preparando para ir para a guerra. Nick, Joe e Kevin interpretam vários personagens, incluindo membros de uma banda de baile.
Kevin Jonas disse que o filme The Notebook foi uma das inspirações para esse vídeo.

## Curiosidades
- A música aparece no filme "Night at the Museum: Battle of the Smithsonian" cantada pelos querubins. Os querubins são dublados pelos irmãos Jonas.